# 帕朗
帕朗（法語：Parent，法語發音：[paʁɑ̃] ⓘ）是法国多姆山省的一个市镇，位于该省南部，属于克莱蒙费朗区。

## 地理
帕朗（45°37'26"N, 3°13'49"E）面积3.76 平方千米，位于法国奥弗涅-罗讷-阿尔卑斯大区多姆山省，该省份为法国中南部省份，北起阿列省接壤，东临卢瓦尔省，南至上盧瓦爾省和康塔爾省，西接科雷兹省和克勒兹省。
与帕朗接壤的市镇（或旧市镇、城区）包括：库德、蒙佩鲁、维克勒孔特、伊龙德和比龙。

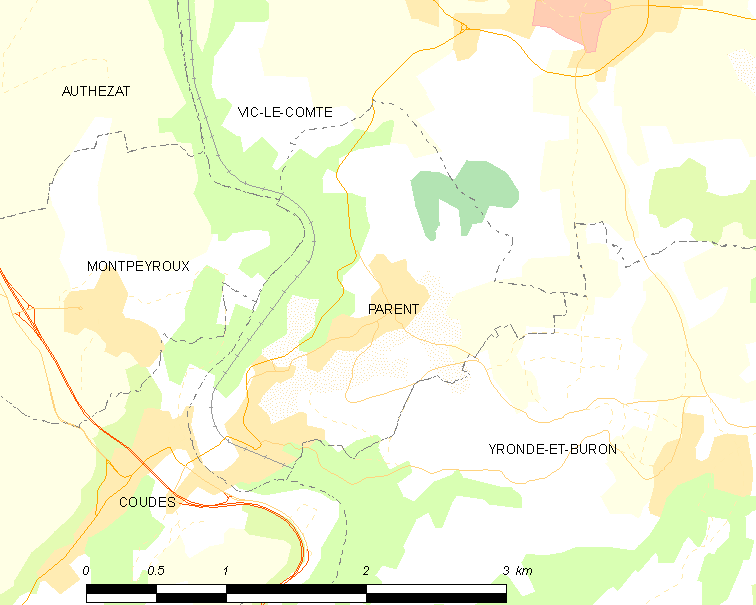
帕朗的OSM定位图

帕朗的时区为UTC+01:00、UTC+02:00（夏令时）。

## 行政
帕朗的邮政编码为63270，INSEE市镇编码为63269。

## 政治
帕朗所属的省级选区为维克勒孔特县。

## 人口

1962-2008年间帕朗人口变化图示

帕朗于2022年1月1日时的人口数量为889人。